# (1541) Estonia
(1541) Estonia es un asteroide que forma parte del cinturón de asteroides y fue descubierto por Yrjö Väisälä desde el observatorio de Iso-Heikkilä, Finlandia, el 12 de febrero de 1939.

## Designación y nombre
Estonia recibió inicialmente la designación de 1939 CK.
Más adelante se nombró por Estonia, un país de Europa oriental.

## Características orbitales
Estonia orbita a una distancia media de 2,769 ua del Sol, pudiendo acercarse hasta 2,579 ua. Tiene una inclinación orbital de 4,875° y una excentricidad de 0,06871. Emplea en completar una órbita alrededor del Sol 1683 días.